# Spanish Knoll
Spanish Knoll är en kulle i Antarktis. Den ligger i Sydshetlandsöarna. Argentina, Chile och Storbritannien gör anspråk på området. Toppen på Spanish Knoll är 48 meter över havet.
Terrängen runt Spanish Knoll är varierad. Havet är nära Spanish Knoll åt sydväst. Trakten är glest befolkad. Närmaste befolkade plats är St. Kliment Ohridski Base, 0,60 kilometer nordost om Spanish Knoll. 